# Real Live Roadrunning
Real Live Roadrunning – album koncertowy nagrany przez Marka Knoplfera i Emmylou Harris zawierający utwory z ich wspólnej płyty All the Roadrunning, a także z wcześniejszych solowych płyt Knopflera. Wydany został w dwóch wersjach, na płycie CD, i w wersji "deluxe" jako DVD/CD.

## Lista utworów na DVD
1. Right Now
2. Red Staggerwing
3. Red Dirt Girl
4. I Dug Up A Diamond
5. Born To Run
6. Done With Bonaparte
7. Romeo and Juliet
8. Song For Sonny Liston
9. Belle Starr
10. This Is Us
11. All The Roadrunning
12. Boulder To Birmingham
13. Speedway At Nazareth
14. So Far Away
15. Our Shangri-La
16. If This Is Goodbye
17. Why Worry

## Lista utworów na CD
1. Right Now
2. Red Staggerwing
3. Red Dirt Girl
4. Done with Bonaparte
5. Romeo and Juliet
6. All That Matters (utwór dodatkowy)
7. This Is Us
8. All the Roadrunning
9. Boulder to Birmingham
10. Speedway at Nazareth
11. So Far Away
12. Our Shangri-La
13. If This Is Goodbye
14. Why Worry

## Muzycy
- Wokal i gitary – Mark Knopfler & Emmylou Harris
- instrumenty klawiszowe – Guy Fletcher
- Gitary – Richard Bennett
- instrumenty perkusyjne – Danny Cummings
- skrzypce i mandolina – Stuart Duncan
- Instrumenty klawiszowe – Matt Rollings
- gitara basowa – Glenn Worf